# 佐藤裁也
佐藤 裁也（さとう たつや、1962年〈昭和37年〉11月25日 - ）は、日本の官僚・歴史家、「沖縄担当2000日の記録―平成の沖縄振興―」（信山社）筆者。広島県福山市出身。

## 略歴
- 千葉県立千葉高等学校卒業、東京大学法学部卒業。
- 1986年 郵政省（現総務省）入省。
- その後、ミシガン州立大学(MSU)Michigan State University（琉球大学開学支援校）大学院短期留学、伊東郵便局長、仙台市企画局情報化推進室長を歴任[1]。
- 1996年 内閣事務官（内閣官房内閣内政審議室沖縄問題担当室）[1]。
- 1997年 沖縄復帰25周年記念式典実施本部員[1]。
- 2000年 沖縄郵政管理事務所（琉球郵政庁の後身[2]、沖縄総合通信事務所と日本郵政公社沖縄支社（現日本郵便（JP）沖縄支社・ゆうちょ銀行（JP BANK）沖縄エリア本部・かんぽ生命保険（JP INSURANCE）沖縄エリア本部）の前身）総務部長[1][3]。
- 2001年 内閣府企画官（沖縄政策担当政策統括官室）[1][4][5][6][7]。
- 2002年 沖縄復帰30周年記念式典実施本部員[1]。
- その後、総務省官房広報室長、情報通信政策課長、消費者行政課長、内閣参事官（内閣官房副長官補付）を歴任[1][8] 。
- 2015年 四国総合通信局長[1][9][10][11][12][13]。
- 2017年 九州管区行政評価局長[14][15][16]。

- 2018年 株式会社サンケイビル(SKB)顧問[17]。
- 2022年 西日本電信電話株式会社(NTT西日本)監査役[17]。

## エピソード
内閣官房内閣内政審議室（現、内閣官房副長官補室）の「室内室」・別室である沖縄問題担当室（1996年9月～2001年1月）

の創設時のメンバー。内閣官房の一員として沖縄振興の策定

に長く尽力

。
ミシガン州立大学には、沖縄県から、川平朝清昭和女子大学名誉教授（元沖縄放送協会（OHK、現NHK沖縄放送局）会長、元放送文化基金（現公益財団法人）監事）、尚弘子琉球大学名誉教授（元沖縄県副知事、元NHK経営委員会委員）が留学。沖縄戦で、通信力を失った沖縄県の島田叡知事に代わって、海軍次官宛電報を発信した大田實海軍中将は高校（旧制県立千葉中学校）の先輩。
代表作の「沖縄担当２０００日」は、第1章「宜野湾スピーチ」（７ページ）から書き起こし、その後２０００日に及ぶ著者の「平成の沖縄振興」との深い関わりについて、これらの人々との関わりを交えて、詳細な記録に基づいて活写しながら語り進められていく
。
これは、1997年11月21日の沖縄復帰２５周年記念式典（佐藤栄作総理による日米沖縄返還合意の２８年後の同日）での総理式辞（当時橋本龍太郎総理大臣）

を経て、６年後の、2003年7月5日橋本龍太郎元総理大臣の名桜大学（名護市）での「平成の沖縄振興」の成果スピーチ（「名桜スピーチ」）

につながっている。
「名桜スピーチ」では、コールセンター

をはじめ、平成中期の沖縄振興の成果が披露。名桜大学（当時、比嘉鉄也理事長、瀬名波栄喜学長）１０周年記念講演

に至るまでのバックグラウンドなど、「沖縄問題担当室」において、長年にわたり、「心血を注いだ」（viiiページ）
そして、困難を克服しながら取り組んだ多面的活動と、後世に遺る数々の仕事、これからの課題と視点が記されている

。
沖縄担当時代の成果関係については、2004年4月、「沖縄県は首都東京を上回る成長」という見出し付記事をフィナンシャル・タイムズ紙が掲載し紹介されている
。

#### 創造的振興策（沖縄「復帰第二期」）
代表著作「沖縄担当2000日の記録」には、特筆すべきことに、外政内政の二人の大先達(6頁)の＜序文＞小和田恆の「沖縄復帰50年に寄せて」と、古川貞二郎の「沖縄担当2000日を活写した貴重な記録－本書を読んで沖縄の未来を考えよう－」が寄せられ、さらに、五百旗頭真による14ページに及ぶ＜解題＞「歴史の中の沖縄返還と沖縄振興」が寄せられている。五百旗頭真は「本書は『沖縄振興』についての初めての本格的な著作である」と断じている。続けて本書の背景について述べる中で、この時代について、小和田恆が書いた＜序文＞に示されている「復帰第二期」(ivページ)
にあたる平成中期、第26回主要国首脳会議（沖縄サミット

）前後の一連の沖縄振興策を「創造的振興策」（235ページ）と評している

。古川貞二郎が寄せた「沖縄担当2000日を活写した貴重な記録－本書を読んで沖縄の未来を考えよう－」の中では「人々の熱情と私心を捨てた高い志、そして限りない努力がありました」（xiページ）と記されていて、この時期多くの関係者が一生懸命取り組んでいたことに想いを寄せ、この書籍には「困難を克服して取り組んだ実績が活き活きと語られている」（同）と述べている。2022年9月に亡くなる直前に書かれたこの一文は、同氏の事実上の最後稿となった。
小和田恆、古川貞二郎、五百旗頭真は、いずれも、同書が復帰第二期を活写し、歴史に貴重な営みである未完の「沖縄振興」において、沖縄の未来（「復帰第三期」（viiページ））を真剣に考える上での貴重な記録であるとしている。なかでも「創造的振興策」は、五百旗頭真が阪神・淡路大震災（１９９５年１月１７日）で希求し、東日本大震災（２０１１年３月１１日）や熊本地震（２０１６年４月１４日・１６日）でも提唱した「『創造的』復興の実践」「創造的復興」

を先達・念頭に、沖縄において取り組まれてきた望ましい政策のありようとして特筆されている。

#### 平成の沖縄振興
「沖縄担当2000日」の副題となっている「平成の沖縄振興」では、復帰第二期の創造的振興策として、観光・保養産業はじめ文化交流型産業の充実、情報通信産業の集積、教育・研究・芸術のCOE（Center of Excellence）、世界標準の国家的研究センターの検討などの発展戦略も提唱された。沖縄の持つ地理的、文化的特性と、かってアジアに大交易時代を築いた県民特性を活かし、アジアに開かれた国際交流拠点として位置付けられた。沖縄が未来に向かって大きく発展していくことを主眼に、実情に即し沖縄サイドの主体的、自立的な考えと行動をできるかぎり尊重しようとすることが基本理念とされた。空港・高速道路などのインフラ整備、人材育成・雇用の促進、まちづくり、情報通信・金融、観光、（亜熱帯）農林水産、ものづくり、伝統文化の育成など広汎にわたった。距離と時間の壁を乗り越え、ハードの質的充実・ソフトの重視など、日本の改革を先取りするような先駆的な振興策がいくつも実現した。

## 著書
- 佐藤裁也（さとうたつや）『沖縄担当2000日の記録－平成の沖縄振興－』信山社、2022年8月。ISBN 978-4797285024。[注 9][注 10][注 11][注 12]
- 佐藤裁也「視点 味(み)酒(さけ)町(まち)の桜」『調査月報IRCMonthly(339)2016.9.』松山: いよぎん地域政策研究所、2016年9月。
- 佐藤裁也、加藤邦彦「トップに聞く 四国のICT利活用環境の整備に取り組む 佐藤裁也・総務省四国総合通信局長 ICT利活用で四国の「条件不利」をはね返す」『愛媛ジャーナル29(10)=346:2016.』松山: 愛媛ジャーナル、2016年6月。ISSN 0918-7529。
- 佐藤裁也「四国はICT利活用の「使国」、「始国」 官民の先駆的取り組みが条件不利を克服し、新時代を切り拓く力に」『愛媛ジャーナル30(11)=359:2017.5』松山: 愛媛ジャーナル、2017年5月。ISSN 0918-7529。
- 仲本薫（元日本郵政沖縄支社長）、佐藤裁也、團宏明（公益財団法人通信文化協会会長） (2022-12). “座談会 沖縄復帰五十年を振り返る(前編)”. 通信文化	(129):2022.12 (東京: 通信文化協会・高橋亨理事長). ISSN 21870470.
- 仲本薫、佐藤裁也、團宏明「座談会 沖縄復帰五十年を振り返る(後編)」『通信文化(130):2023.1』東京: 通信文化協会・高橋亨理事長、2023年1月。ISSN 2187-0470。国立国会図書館書誌ID:023553253。
- 佐藤裁也「情報通信の国際戦略~ICT国際競争力懇談会報告から」『電気通信』第70巻第727号、東京: 一般社団法人電気通信協会（宮津純一郎会長）、2007年、2–15頁。2023年12月3日閲覧。
- 佐藤裁也「【意見】ワークスタイル改革の一歩に　佐藤裁也氏」『西日本新聞朝刊』福岡: 西日本新聞社、2018年3月9日。2023年12月3日閲覧。
- 佐藤裁也（著）「第3章インターネットの安心・安全の確保に向けた「総務省の取り組み」」。有元秀文　（編）『『ネットいじめ・言葉の暴力克服の取り組み（心と心が通い合う子どものコミュニケーションづくり）』』東京: 教育開発研究所、2008年。ISBN 978-4-87380-976-2。
- 佐藤裁也「仙台市の情報化行政の基調について」『東北開発研究』. 97. 1995/4、仙台: 東北経済開発センター(現、公益財団法人東北活性化研究センター)、1995年、22–29頁。2023年12月3日閲覧。
- 佐藤裁也「放送法及び電波法の一部を改正する法律」『　法令解説資料総覧(81)』東京: 第一法規出版、1988年、46–52頁。 [注 13]

## 翻訳
- 岩田耕一、佐藤裁也「BBC（英国放送協会）の財政に関する委員会報告書」『公益事業研究 Journal of public utility economics』第39巻第2号、東京: 公益事業学会、1987年12月、73–100頁。2023年12月3日閲覧。

- 岩田耕一、佐藤裁也「BBC（英国放送協会）の財政に関する委員会報告書-2-」『公益事業研究 Journal of public utility economics』第40巻第1号、東京: 公益事業学会、1988年9月、85–145頁。

上記２点の翻訳の原著はThe Committee of the
Financing of the BBC (Peacock Committee)である。

## 講演
- 2016年11月21日「愛媛経済懇話会（旧松山経済研究会）」演題「ICTによる四国の創生」於：国際ホテル松山 南館（愛媛県松山市）愛媛経済懇話会主催[10]。
- 2017年12月1日「平成29年度第3回フェニックスリーダーシップセミナー」演題「行政官としての講話」於：広島大学大学院【平成29年12月1日】[48]。
- 2022年11月13日「アジア太平洋多文化協働センター（AMPC）」の設立構想を考えるフォーラム、パネリスト。於：国際文化会館（東京港区）アジア太平洋多文化協働センター設立構想委員会主催[49]。
- 2025年3月25日「アジア太平洋多文化協働センター（APMC）」を設立することを目指すシンポジウム、パネリスト．於：日本プレスセンター（東京千代田区）アジア太平洋多文化協働センター設立構想委員会主催[50][51][52][53]。